# Port lotniczy Birdżand
Port lotniczy Birdżand (IATA: XBJ, ICAO: OIMB) – port lotniczy położony w Birdżand, w ostanie Chorasan Południowy, w Iranie.